# キッズステーション
株式会社キッズステーション（英: Kids Station Inc.）は、こども・アニメ専門チャンネル「キッズステーション」（KIDS STATION）を運営するAKエンタテインメント傘下の衛星基幹放送事業者。
スカパー!プレミアムサービス・スカパー!・スカパー!プレミアムサービス光・ひかりTVや、一部のケーブルテレビに加入することで視聴できる。

## 概要
1993年に配信を開始。2017年現在、衛星基幹放送事業者としてスカパー!（旧・スカパー!e2）で放送を行っているほか、スカパー!プレミアムサービスやケーブルテレビ局、ひかりTVなどにも番組を提供している。
スカパー!・スカパー!プレミアムサービスをはじめ、ケーブルテレビでもそのほとんどで別料金が不要なプラン/セットに含まれることから知名度は高く、2007年に視聴可能世帯数が800万世帯を突破した。そのうち、634万世帯はケーブルテレビを介して視聴している（直接受信の世帯は133万世帯）。なお、世帯数はアニマックスやスペースシャワーTVに次いで3番目に多い。
かつては通信販売や家庭用・パソコン用ゲームソフトの開発・販売も行っていた。

### 番組編成の特徴
1993年にCSアナログ放送で開局した当初は、『電人ザボーガー』や『マグマ大使』や『ジャンボーグA』などのピー・プロダクションが制作した特撮作品や、日本アニメーションなど老舗の制作会社が手がけたアニメ作品を多く放映し、イメージキャラクターもピープロ社長のうしおそうじ がデザインした「キスゴン」を使用していた。
2011年以降は子供向けやファミリー向けの作品が編成の主体で、昭和期に制作されたものも数多い小学館集英社プロダクションやバンダイナムコフィルムワークスが製作に参加している作品 や、ぴえろの制作した作品も多く放映されている（『テガミバチシリーズ』など）。特にあだち充、高橋留美子の作品は開局当時から多く初出を果たしている（ただし『犬夜叉』のみ初出はアニマックス）。高橋留美子の作品は一時期放映されていない時期もあったが、2012年以降『うる星やつら』、『らんま1/2』がHDリマスター版で放映を再開している。
特に、平日午前から日中にかけての番組枠『ハピクラ♪タイム』では自社制作の幼児向け教育番組を集中的に編成しており、2004年5月30日までこの時間帯に先述のキスゴンが登場する番組がある。過去には20時ちょうどに、キスゴンが「おやすみなさい」と挨拶するイメージサインが流れていた。
一時期は、青年向け作品や美少女ゲームに関する情報番組、成人向けの美少女ゲームを原作とした一般アニメ作品など、地上波において同時期および過去に放映されている作品を深夜を中心に数多く放映していた のもかつての番組編成の特徴の一つだった。また1970年代の比較的マイナーな作品を、『懐かしのアニメシアター』と題した番組枠を設けて放映していた時期もある。
しかし、2007年4月の改編で深夜アニメやUHFアニメを大幅に削減。それまでは平日の24時台に地上波と同時期の新作や旧作を日替わりで10本放映していたが、この枠を24時00分 - 24時30分までの5本に半減。その後も番組数の縮小は段階を追って進められ、一時期は地上波と同時期に放映される作品はほぼ消滅していた。
ただし、番組枠の再編を行なった2011年頃からは、再び深夜向けの作品は増加に転じている。『エリア23』と題した放送枠を23時台から24時台にかけて設定し、読売テレビ（および関連会社のYTE）が制作に関与しているUHFアニメや、人気の旧作を日替わりで放送していたが、2014年4月の改編より23時台のみの放送に再び削減され、2017年12月を以て廃止となった。
このころより旧作の話題作を集中的に放送する傾向が強まり日曜20時00分 - 23時00分枠を『コロコロアニキ伝説（レジェンド）』と銘打った専用枠とし『ダッシュ四駆郎』『爆走兄弟レッツ&ゴー!!』を皮切りに『ZOIDS』シリーズなど『コロコロコミック』に漫画が連載された作品のTVアニメシリーズを放送する（2017年の改編で同枠は毎週土曜7時00分 ｰ 8時00分へ短縮される）。また、土曜23時00分から『サンライズDX』と銘打ったサンライズのビデオ・OVA作品を放送する時間枠となる。
2016年より深夜枠の再改編を行い毎週金曜日に『金曜夜ふかしナイト』（2018年3月廃止）、土曜日に『土曜徹夜しナイト』（アニマックスの「サタデーナイトフィーバー」と競合）と銘打ったスペシャルタイムを投入。更に2017年から2018年まで平日22時台の1時間を『機動新世紀ガンダムX』『機動武闘伝Gガンダム』を皮切りにサンライズ制作のテレビシリーズを放送する枠『サンライズSP』としていたほか、日曜5時00分 - 6時00分に『甦る!!昭和のテレビヒーロー』と銘打った昭和時代の名作特撮ドラマ及びTVアニメを初回と最終回のみに限って放送する特別枠としていた。また、日曜の18 - 23時台枠にはAT-Xの『スペシャルサンデー』とのリレーをするかのように一挙放送や長編アニメが編成されている。
なお、専門チャンネルで特に多く放映されている通販番組は、当チャンネルでは少ない（主に月曜日の早朝に不定期に編成されている）が、近年では平日午後と深夜に30分ずつ編成されている。また、当チャンネルでもACジャパンのCMは正会員であるため放送されているが、支援キャンペーン関連を中心に流している。

### 放送形態
一部のケーブルテレビでは、番組開始の2分前より環境映像が入り、CMを経て定時から番組が始まる。このため、本来ノンストップで放送する映画などの長時間放送の作品の場合は中断して挿入されることもある。過去に番組が開始する前にはカラーバーに「このあと（開始時刻）よりキッズステーションが始まります」を、1日の終了（停波）時には明日の開始時刻を、いずれも電子テロップで表示していた。
CMは番宣が中心で、番組の途中でも挿入されるが、番組の中盤（AパートからBパートの間）には原則として挿入されない。一部の作品については、番宣CMのナレーションを作品に出演している声優が担当するものもある（『花咲くいろは』、一時期の『銀魂』など）。アイキャッチ・提供バック、エンドカードはカットされずそのまま完全な形で放送している。
2004年5月31日からは、海賊版防止のためチャンネルロゴ表示が表示されている（当初は、番組の開始時と開始から15分後に5秒間のみ。2008年4月1日4時からはCM中を除く常時）。

## 沿革
- 1991年4月 - 大倉商事株式会社において、当時、一財務部員だった添田弘幸のケーブルテレビ向け番組供給事業が新規事業として採用され、社内ベンチャーとしてスタートすることになり、「レモンチャンネル」の名称で1日2時間のテープ配信を始める[6]。
- 1993年4月 - 1日よりケーブルテレビへの番組配信をテープ配信から通信衛星のJC-SAT2号機を用いたCS通信配信へ切り替え、チャンネル名を「キッズステーション」と改称した。12日に大倉商事の100%子会社のネオサテライトビジョンが設立され、以後同社により運営される[7]。
- 1994年8月 - 配信に使っていた通信衛星をSUPERBIRD B号に切り替える[注 13]。しかし、1996年に再びJC-SAT2号機に切り替える。パーフェクTV!（現在のスカパー!プレミアムサービス（標準画質））開始まではCSアナログ放送のプラットホームには属さなかった。ただし、SUPERBIRD B号を使用していた時期はスカイポートTVの番組表に広告扱いとしてキッズステーションの番組表を掲載していた。ケーブルテレビへの配信を目的としていたため、CSアナログでの種別は「通信」であり「CSアナログ放送」用受信機器では視聴は不可能だった。ただし、ノンスクランブル通信のため「CSアナログ通信」対応受信機器で無料の視聴ができた。
- 1996年10月 - パーフェクTV!の開局と同時に同局での放映を開始して、月額視聴料315円（税込）で受信契約が可能となる。これに伴い、三井物産が資本参加して、出資比率は大倉商事60%、三井物産40%に。同時にCSアナログ通信による衛星配信は終了した。1996年末時点で配信しているケーブルテレビは139局で110万世帯、パーフェクTV!での受信契約世帯数は35万世帯だった[8]。
- 1997年12月1日 - この日に放送を開始したディレクTVでも放送を開始。チャンネル番号はパーフェクTV!と同じCh.276（そのため、当時のURLはチャンネル番号入りのhttp://www.kids276.co.jp/だった）。
- 1998年8月 - 親会社の大倉商事が自己破産を申請[9]。三井物産の子会社となる。
- 2000年
  - 商号を株式会社ネオサテライトビジョンから株式会社キッズステーションに改める。
  - 10月 - 東京放送（TBS、現・TBSホールディングス）、ジュピター・プログラミング（現在のJCOM メディア事業部門）、ホリプロに第三者割当増資を行う。
- 2002年7月 - スカイパーフェクTV!2（現在のスカパー!）Ch.167で放送開始（TBS系のC-TBS〈現・CS-TBS〉に放送事業を委託）。株式会社マイピックよりゲームソフト開発・販売部門（メディアクエスト）を譲り受ける。
- 2003年 - 視聴可能世帯数が500万世帯を突破[7]。
- 2004年 - 創業者・添田が退職。同年5月にはチャンネルロゴを現在のものに変更し、ウォーターマークの表示も開始する。
- 2005年8月31日 - スカイパーフェクTV!110でのチャンネル番号をCh.167からCh.330に変更。
- 2007年12月末 - 視聴可能世帯数が800万世帯を突破した。2008年1月末の視聴可能世帯数は808万世帯（部分配信を含む）となる[3]。
- 2008年7月 - 視聴料金改定。月額600円（税込630円）に。
- 2009年
  - 「B-maga」誌の調査で3月時点の視聴可能世帯数がアニマックスに抜かれ、子ども・アニメ専門チャンネルで2位に転落[10]。
  - 3月16日 - 本社を千代田区神田錦町の一ツ橋SIビルから渋谷区神宮前 (渋谷区)の神宮前M-SQUAREに移転。
  - 9月28日 - スカパー!e2で画面アスペクト比16:9（1.78:1）の画角情報の付加を開始。
  - 10月 - スカパー!HD（現・スカパー!プレミアムサービス、衛星役務利用放送事業者はスカパー・ブロードキャスティング）、ひかりTVでハイビジョン放送（チャンネル名は『キッズステーションHD』）開始[11]。
- 2010年
  - 3月23日 - 午前5時より字幕試験放送を実施。
  - 4月1日 - スカパー!e2でハイビジョン放送開始（24スロット、横解像度1920、ビットレート20Mbps）しCh.335へ移動。（チャンネル名はスカパー!HD、ひかりTVと同じく『キッズステーションHD』。直営放送に変更）。字幕放送の正式運用を実施。
- 2012年
  - 7月1日 - スカパー!e2の帯域再編に伴い、スロット削減（24→16）、画質低下（横解像度1920→1440、ビットレート20Mbps→13Mbps）。
  - 7月24日 - スカパー!e2でのチャンネル番号をCh.335から元のCh.330に戻した。
- 2013年
  - 4月1日 - 消費税率引き上げに伴い視聴料金を648円に改定。
  - 5月30日 - スカパー!プレミアムサービス（標準画質）Ch.276の放送を終了し、HD放送に完全移行、来年6月にスカパー!またはスカパー!プレミアムサービスのSD時代の受信機表示アイコンは「KIDS STATION HD」から「KIDS STATION」に戻すことになった。
- 2015年
  - 3月31日 - スカパー!オンデマンドでの「キッズステーション・オンデマンド」のサービスを終了し、「キッズステーション・プラス1」を新設。
- 2016年
  - 4月1日 - 視聴料金を798円に値上げし、放送構成を大幅に改編。土曜・日曜未明に大人のための時間と題して、TVアニメやOVAなどの一挙放送が行われる。チャンネル名称も「キッズステーション テレビアニメ・劇場版・OVA」に変更した。
  - 12月1日 - スカパー!プレミアムサービスの衛星一般放送事業者が、スカパー・ブロードキャスティングからスカパー・エンターテイメントに変更。
- 2017年
  - 2月23日 - ソニー・ピクチャーズ エンタテインメント（SPEJ）系でアニメ専門チャンネル首位のアニマックスとの経営統合を発表。それぞれの親会社であるSPEJと三井物産が共同出資する事業持株会社「株式会社AK Holdings」を同年3月31日に設立し、アニマックスとキッズステーションをその傘下に置き、AK Holdings及びキッズステーションの代表として、SPEJ及びアニマックスの代表である滝山正夫が就任する[12][13][14]。
  - 3月31日 - 株式会社AK Holdingsの傘下に入る。
- 2018年
  - 7月3日 - Amazon Prime Videoチャンネルで「キッズステーション・オンデマンド」を配信開始[15]。
  - 8月28日 - スカパー!において、AT-X等のハイビジョン化に伴い、8時の停波明けより帯域再編され、スロット削減（16→12）、画質低下（横解像度1440、ビットレート13Mbps→7Mbps）[16]。尚、音声周波数は20kHz→20.25kHzに向上。
- 2019年
  - 1月21日 - 本社を渋谷区神宮前 (渋谷区)の神宮前M-SQUAREから港区虎ノ門の虎ノ門タワーズオフィスに移転。
  - 2月28日 - 「ハピクラワールド」のサービス終了。一部のコンテンツについては子育てTV ハピクラ公式サイトに移行。
  - 10月1日 - 消費税率引き上げに伴い視聴料金を813円に改定。
  - 11月28日 - 子ども向けの「遊び」を紹介するWEBメディア「アソビフル」を開設[17]。
- 2021年
  - 5月27日 - この日発行の官報にてSPEJがAK Holdingsを吸収合併すると公告[18]。これにより、キッズステーションはSPEJの直接子会社となる。
  - 9月 - 「アソビフル」のサービス終了。
- 2024年
  - 4月1日 - 株式会社キッズステーションをノジマ傘下であるAXN傘下のAKエンタテインメント子会社で、SPEJよりアニマックスブロードキャスト・ジャパンに関する管理業務を継承したAKメディアが買収[19][20]。
  - 7月19日 - AKメディアが親会社のAKエンタテインメントに吸収合併された事に伴い、管理業務を同社が継承[21][22]。
  - 8月20日 - アメリカ合衆国とアジアで好評の配信サービス「FASTチャンネル」がスタートされ、キッズチャンネル「キッズステーションEX」が開局となった[23]。番組内容は、スカパーの放送と被らないように編成されている。

## 製作に関わった作品
ただし、製作に関わっていながらもキッズステーション内で放送されていない作品もある。
- catchatえいごでFRIENDS 2003年8月 - 2004年8月
- catchatえいごでFRIENDS DX 2004年10月 - 2005年頃 2006年 - 2007年頃・不定期
- あいちゃんのしつけハウツー 1999年頃 - 2010年頃
- あいちゃんとキスゴンのフラッシュえいご 2004年3月 - 2009年頃
- あいLOVEキスゴン 2000年頃 - 2009年頃
- アクビガール 2006年7月-不明
- いきものかってみよう 2004年5月 - 2005年3月
- イナズマイレブンGOシリーズ（劇場版のみ。第2作・第3作・第4作にテレビ東京及び一部の系列局と共同で製作委員会に参加）
- ヴァイスクロイツ・グリーエン（後に毎日放送（MBS）でも地上波放送）2002年10月 - 2003年3月
- ウルトラマンジード
- えいごでペララ 1997年頃 - 2010年頃
- 奥さまは魔法少女 2005年7月 - 9月
- お茶犬シリーズ 2003年10月 - 2004年3月、2006年1月 - 4月
- おまえうまそうだな（劇場版）
- おやこでクッキング 2006年4月 - 2016年4月
- 映画かいけつゾロリシリーズ（2012年公開『だ・だ・だ・だいぼうけん!』より。メ〜テレ（NBN）と共同で製作委員会参加）
- 怪盗ジョーカーシリーズ（TOKYO MXと共同製作）
- 学園アリス（後にディズニー・チャンネルでも放送）2007年3月 - 不明
- かずいちばん 1997年頃 - 2010年頃
- カタカナかんたん 1997年頃 - 2010年頃
- ガラクタ通りのステイン 2003年1月 - 2003年3月（本放送）、2003年4月 - 2004年3月・2005年4月 - 12月（再放送）
- カルルとふしぎな塔
- カレーの国のコバ〜ル 2004年9月 - 12月（本放送）
- キスゴンとあーそぼ 2000年4月 - 2003年3月、2002年4月 - 2003年3月（隔週放送）
- キスゴンのえいごハウス 2004年11月末 - 2005年頃
- キティズパラダイスシリーズ 1999年1月 - 2012年8月
- キャッチ!ティニピン（日本語吹替版の制作）2022年12月 - 2023年9月、2022年12月 - 2023年9月、2023年5月 - 6月、2024年4月 - 不明（第1期）、2024年10月5日 - 12月21日、2025年1月10日 -（第2期）
- きょーふ!ゾンビ猫（『あにむす!』内で放送・AT-Xと共同製作[注 14]）2015年10月 - 2016年3月、2016年4月 - 不明
- Kin-Qキッズ☆おたすK隊 2006年2月 - 2009年頃
- くじびきアンバランス 2006年10月 - 12月
- げんきげんきノンタン 2002年11月 - 2012年4月、2015年4月 - 不明（デジタルリマスターHD版）
- げんしけんシリーズ
  - 「二代目」には参加せず、放送もされていない（アニマックスで放送）。
- けんたろうとミクのワイワイキッズ 1999年4月 - 2004年4月（本放送）、2004年6月 - 2005年4月（再放送）
- 恋する天使アンジェリークシリーズ
- SAMURAI GIRL リアルバウトハイスクール 2001年7月 - 10月
- すきすきキスゴン 2002年4月 - 2003年3月（隔週放送）、2003年4月 - 2006年3月（本放送）
- 地獄少女シリーズ
  - 第1シリーズは、アニマックス・MBSと共同で企画協力（第2シリーズ「二籠」では、これに加え中部日本放送（CBC）も参加）。
  - 第3シリーズ「三鼎」以降には参加せず、放送もしなかった。後にアニメシアターX（AT-X）・ファミリー劇場でも放送。
- スナックワールド（製作委員会参加、テレビ東京製作）2017年5月 - 2018年5月
- 絶園のテンペスト 2012年10月 - 2013年4月
- ダイヤのA（第1期、第2期）（製作委員会参加、テレビ東京とAT-Xの共同製作）2014年4月 - 2015年11月（第1期）、2015年11月 - 2016年12月（第2期）
  - 「actⅡ」は参加しておらず、放送もしていない。（2023年9月にBSJapanextで放送）
- だめっこどうぶつ 2005年頃 - 不定期
- デジガールPOP! 2003年2月 - 8月
- 地球へ…（アニマックスと共同で製作協力、MBS製作。後にTBSチャンネルでも放送）2007年5月 - 10月
- テレタビーズ 1999年10月 - 2013年1月
- とある飛空士への追憶
- とっとこハム太郎（地上波の第1話～第155話まで放送）2004年4月 - 2007年
- ナイトウィザード The ANIMATION 2007年11月 - 2008年2月
- なるたる 2003年7月 - 9月
- ノック!ノック!ようこそベアーハウス 2003年頃 - 2007年3月
- アンパンマン情報局 2007年6月 - 2017年3月
- のりもの探検隊 1995年頃 - 2004年3月
- のりものがいっぱい 2004年5月 - 2005年3月
- のりものスタジオ 2000年4月 - 2003年4月
- のりスタ! 2003年4月 - 9月
- ハイパーボッツ 2004年4月 - 2006年頃
- パタリロ西遊記! 2005年頃
- HANOKA〜葉ノ香〜 2006年頃
- はぴはぴクローバー 2007年7月 - 9月
- 速水けんたろうのfan!fan!fan! 2000年12月 - 2002年3月
- パンダーゼット THE ROBONIMATION 2004年4月 - 不明
- バンブルエンジョイイングリッシュ 2003年4月 - 2007年4月
- PIANO（後にAT-Xでも放送）2002年11月 - 2003年1月
- ピアブーランド 2002年7月 - 2005年3月（本放送）、2005年5月 - 2006年1月（再放送）
- ピアブーこれくしょん 2003年10月 - 2004年3月（パイロット版）、2004年4月 - 2005年3月（本放送）、2005年4月 - 2006年3月・2008年頃 - 2009年11月（再放送）
- 美少女戦士セーラームーン
- ひらがなあーん 1997年頃 - 2010年頃
- ぷぎゅる 2004年4月 - 不明
- 僕らはみんな河合荘（TBS製作。製作協力。関西地区はUHFアニメ扱い。後にTBSチャンネル2でも放送）2014年4月 - 7月
- 炎の蜃気楼 2002年1月 - 4月
- ポピーザぱフォーマー 2000年1月 - 2001年3月（本放送）、2001年4月 - 不明・不定期（再放送）
- xxxHOLiCシリーズ（TBS製作。製作協力）
- 本とあそぼう！ 2000年1月 - 2021年4月
- 魔法遣いに大切なこと 〜夏のソラ〜（製作委員会参加、テレビ朝日製作。第1作は参加せず、放送されていない。後にAT-Xでも放送）
- モンすたージオ 2004年5月 - 2008年10月
- 勇午 〜交渉人〜 2004年2月- 5月
- 妖怪ウォッチシリーズ（劇場版のみ。テレビ東京及び一部の系列局と共同で製作委員会に参加）
- よばれてとびでて!アクビちゃん 2001年12月 - 2002年3月（第1期）、2002年10月 - 11月（第2期）
- 読売テレビ（ytv）（およびYTE（旧・読売テレビエンタープライズ））が製作に関わるUHFアニメ
  - ギャグマンガ日和シリーズ（ytvは第4シリーズ『ギャグマンガ日和+』のみ関与）
  - CHAOS;HEAD（YTEと共同で製作委員会参加。ytvでは非ネット。後にAT-Xでも放送）2008年10月 - 2009年1月
  - ドラゴンクライシス!（ytv・YTEと共同で製作委員会参加。後に日本テレビでも放送）2011年1月 - 3月
  - 花咲くいろは（ytvと共同で製作委員会参加、劇場版『HOME SWEET HOME』も含む。後にAT-Xでも放送）2011年4月 - 6月、2011年7月 - 9月
  - 有頂天家族 (第1期)（ytvと共同で製作委員会参加。近畿圏ではKBS京都（KBS）で放送。第2期はBS11と共に未放送。後にAT-Xでも放送）2013年7月 - 10月
- よみきかせ日本昔ばなし 2005年頃 - 不明
- NODDY（日本語吹替版の制作）
- パトロール03（日本語吹替版の制作）2000年7月 - 2002年3月
- れいぞうこのくにのココモン（日本語吹替版の制作）2015年頃 - 不明
- WAKU-WAKUペンギー ～DOKI-DOKIアドベンチャー～ 2003年8月- 2005年7月

## 事件

### 放映権をめぐる事件
1997年10月1日東北新社がキッズステーションとピープロを相手取り、『電人ザボーガー』『快傑ライオン丸』『風雲ライオン丸』のピープロ制作の3作品をキッズステーションで放送したことを不当だとして損害賠償などを求めた民事訴訟事件。
2002年10月24日の東京地裁の判決、2003年8月7日の東京高裁の控訴審判決のいずれも東北新社の訴えを退けて、キッズステーションとピープロの勝訴に終わっている。
東北新社は1976年に結ばれた上記3作品の放送権とフィルム所有権の譲渡契約を根拠としていたが、この契約がケーブルテレビでの放映権まで含まれているとは認められなかった。契約時には想定していない新しく登場したメディアに関して起こった著作権トラブルとして、著作権の解説書でも取り上げられている事件である。

### 『ヘタリア』放送中止事件
2009年1月24日から放送される予定だった『ヘタリア』について、同作品が「韓国を侮辱している」「戦争の美化である」などとして、韓国のネチズンを中心に放映中止の主張や署名活動などが行われ、韓国の国会で取り上げられる騒ぎとなった。
キッズステーションは韓国の抗議活動とは無関係としながらも、1月16日に「諸般の事情」という名目で放送の中止が発表された。これまでも放送番組について批判や要望が寄せられたことはあったが、直前での放送中止の例はこれ以外にはない。
なお、当初から行われる予定だった『アニメイトTV』でのネット配信は、予定通りに行われている。ちなみに、関連商品を独占販売しているアニメイトでは、放送中止が決定してからも引き続きキッズステーションの放送についての案内を含んだ宣伝VTRを流していた。
キッズステーションでは放送が中止されたが、その後BS11でテレビ放送されている。

## ゲームソフト
メディアクエストと共同で、「KIDS STATION GAMES（K・S・G）」のブランドで展開していた。
- リチャード バーンズ ラリー（PS2）
- 戦闘員山田はじめ（GBA）
- 学園アリスシリーズ（GBA・PS2・DS）
- 絶体絶命でんぢゃらすじーさんシリーズ（GBA・DS）
- デュエル・マスターズ 〜邪封超龍転生（バース・オブ・スーパードラゴン）〜（PS2）
- 式神の城II（GC・Xbox）

### イメージキャラクター
- 三井ゆり - 1994年頃に番組案内役の「おねえさん」として番組の合間（ステーションブレイク）に番組案内していた。
- 速水けんたろう - 1999年10月から2004年3月までイメージキャラクターを担当。オリジナルのバラエティ番組、速水けんたろうのfunfunfunも放送されていた。
- キスゴン - 1993年から2006年頃までイメージキャラクターを担当。2008年10月時点で姿を消した。後任声優は広津佑希子。
- プテロ - 1998年から2006年頃までイメージキャラクターを担当。キスゴンの友達。声優は宇和川恵美。
- 藍ちゃん - 1997年から2006年頃までイメージキャラクターを担当。声優は渡辺菜生子。
- ラッピー - 2005年4月からイメージキャラクター担当。声優は戸塚利絵。